# Ingress

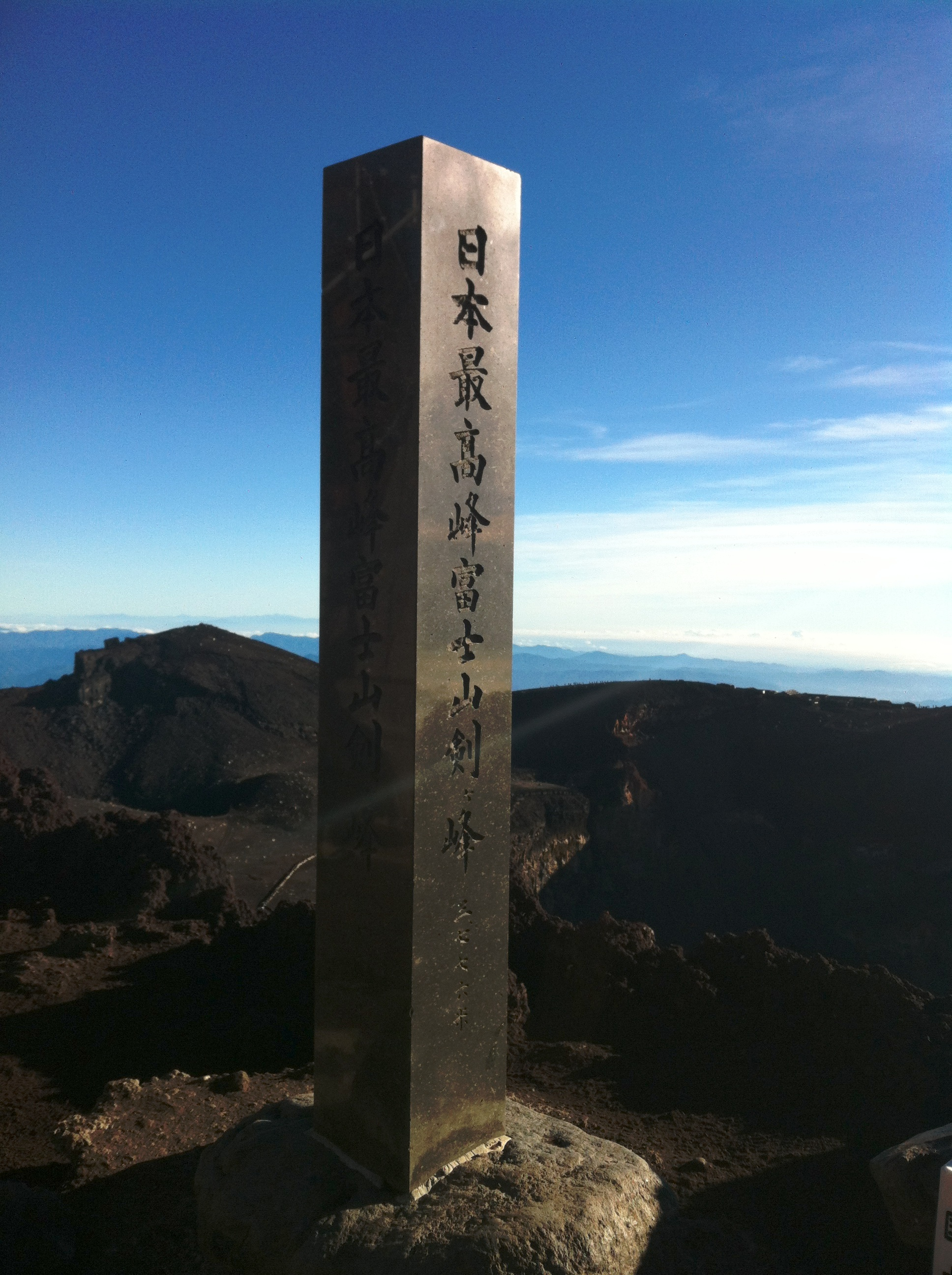
剣ヶ峰の石碑。「富士山頂上 剣ヶ峰」の名前でポータル登録されている。

『Ingress』（イングレス）は、スマートフォン向けの拡張現実技術を利用したオンラインゲーム・位置情報ゲーム。開発・運営を行うのは、もとはGoogleの社内スタートアップで、2015年8月にGoogleから独立したナイアンティック。2012年11月に招待制でベータ版の運用が開始され、2013年10月に誰でも参加可能のオープンベータに移行し、2013年12月15日に正式運用が開始された。当初はAndroid専用であったが、2014年7月23日よりiOSにも対応した。
当初は英語のみであったが、2015年3月25日に日本語に対応。
プレイするためのアプリケーションはGoogle PlayおよびApp Storeで無料で提供されている。当初はアイテム課金はなかったが、2015年10月29日に有料アイテムの販売を開始した。プレイにはGoogle アカウントもしくはAppleアカウント、Facebookアカウントが必要。
2018年10月からフジテレビの新アニメ枠「+ultra」でのアニメ化が行われた（『INGRESS THE ANIMATION』）。放送時にはゲームとアニメ、現実の連携したイベントが実施された。
キャッチコピーは、「The world around you is not what it seems.」（あなたの周りの世界は、見たままのものとは限らない）

## 概要

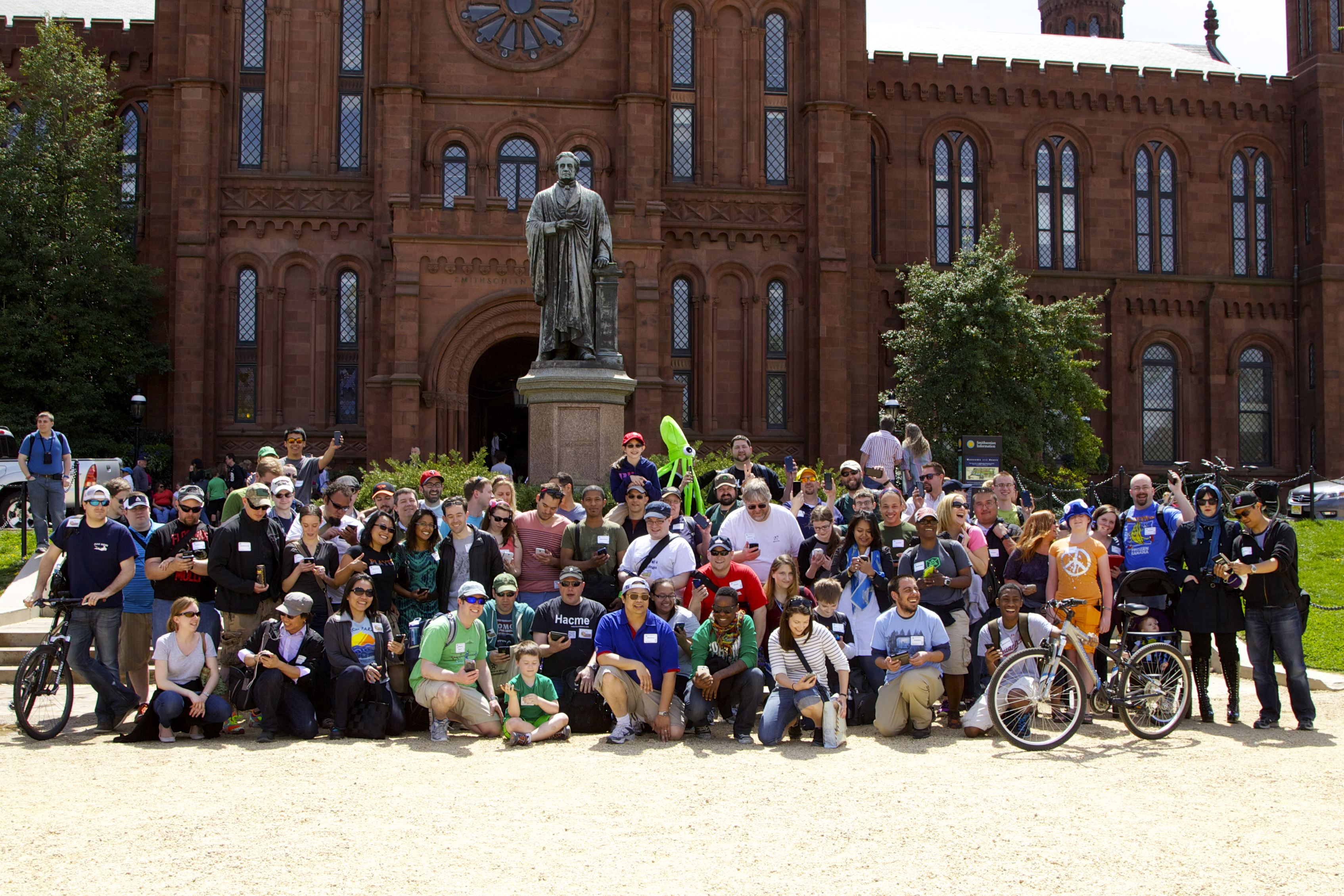
2013年春にワシントンD.C.で開かれたプレイヤーイベントの様子

ゲームのコンセプトはオンライン、リアルタイムに継続する陣取りゲームである。プレイヤーは2つの陣営のうちのどちらかに属する。世界各地に存在する「ポータル」を攻撃することによって自陣営の所有とし、ポータル同士を「リンク」して三角形を描くと、その内側が「コントロールフィールド」と呼ばれる自陣になる。フィールドの面積と、人口の密集度合いによって得点が加算される。
最大の特徴は、ゲームフィールドが現実世界そのもので、現実のOpenStreetMapによる地図だということである。ポータルは全て世界中に実在する建造物やモニュメントなどに割り当てられており、ゲーム中でポータルを確保するためには、実際にその場所まで行かなければいけない。そのため、スマートフォン上で衛星測位システム（GPS）機能を有効にすることがプレイの前提となっている。スマートフォンでインターネット接続と位置情報の取得ができれば世界中どこでもこのゲームをプレイすることができる。
ポータルを結ぶリンクは交差することができないため、ポータルが多い地域では長い距離のリンク、広いコントロールフィールドを作ることは困難であるが、海上を渡ることも可能であるため、理論上は太平洋を横断・縦断するリンクも作成することはできる。
ゲームの背景となるストーリーが設定されている。作中人物の出演する動画や、作中人物が更新しているという体裁のSNS投稿などの形式で少しずつストーリーが公開されており、その謎を解く代替現実ゲームの側面も持つ。このストーリーに基づいた大規模イベント「XMアノマリー」が世界各地の都市で発生することもあり、イベントでの両陣営の勝敗はストーリーにも影響を及ぼす。
現実世界で展開されるというゲームの特性上、周辺地域のプレイヤーでコミュニティを形成したり、オフラインミーティングが活発に行われている。また、岩手県や横須賀市のようにIngressを観光振興に活用する自治体も出現したほか、ローソンやZipcar、アクサのようにIngressと提携してプロモーションを実施する企業も存在している。
当初は課金要素がないゲームであったが、2015年からゲームを若干有利に実行できるアイテムが販売された。ただし、現実世界の移動のために出費が発生する。スマートフォン用モバイルバッテリーや移動費などといったIngressに関係する出費はユーザの間で通称「リアル課金」と呼ばれる。
2018年11月に、デザインや操作性を大幅にアップデートした「Ingress 2.0」（Ingress Prime）、および従来のIngressのデザインをそのまま維持した「Scanner [REDACTED]」（Ingress 1.0が改名されたアプリ）が公開された。2019年9月末には完全に「Scanner REDACTED」は廃止され、Ingress Prime に一本化された。
2021年2月9日より、定額課金（サブスクリプション）制度の「C.O.R.E.」が開始された。C.O.R.E.はCommunity、Offers、Recognition、Expansionの略としている。C.O.R.E.に加入することでゲーム内メダルが獲得でき、コードネームにバッジが記される。またアイテム所持枠が500拡張され、さらに毎月ゲーム内通貨と各アイテムが配布される。

## 開発
開発にあたるナイアンティックは、もとはGoogleの社内ベンチャーとして創業された「ナイアンティック・ラボ」（Niantic Labs）で、創業者でGoogle副社長でもあったジョン・ハンケを始め、Google マップやGoogle Earthを開発していた主要なメンバーから構成されていた。創業の目的は、モバイル端末やウェアラブル端末の普及に伴い、モバイル端末のキラーアプリとなりうる屋外で使うためのアプリ開発であった。その第一弾が、位置情報を使って地域情報をプッシュ通知する『Field Trip』であり、次は位置情報を使って地域の名所を使って陣取りをするゲーム『Ingress』であった。Ingressの制作動機の一つに、ハンケの子供が家の中でゲームをしているのを見て、「せっかく外は晴れていて世界は素晴らしいのに、ずっと家の中にいるなんて」と考え、外へ連れ出すための方法としてゲームを使うことを考えたということがあるという。
ハンケはGoogleにおけるナイアンティック・ラボの使命について次のように語っている。
歩いて冒険をすること。それは技術を使って、リアルな世界と人々をつなぐということです。テクノロジーを使って、遠くにあるものの情報を得るのではなく、自分の身の回りにあるものをどう感じ取れるか？どう変化させていけるのか？ ということに注力しています。バーチャルなものを変えていくのではなく、実際に触れるリアリティのあるものをより面白くよりミステリアスに変えていくことがわれわれにとっては大事なんです。—石巻市で2014年に開催されたイベントでのジョン・ハンケのインタビューより
Ingressの今後について、ナイアンティックの社員である川島優志は、プレイヤーが申請してきた世界各地の「ポータル」に関するデータベースを、別の企業やクリエイターに開放し、ゲームや教育など様々なアプリケーションやサービスを開発してもらうことを考えているという。ハンケも、「イングレスをプラットフォームとして発展させ、イングレスの上でクリエイターやデベロッパーがイングレスのようなゲームを作れるような環境を作っていく」「外に出て遊べるようなゲームを作れるプラットフォームとして育てていく」ことがIngressの展望だと述べている。Ingressのデータベースを利用したゲームの第一弾が、2016年にナイアンティックからリリースされたPokémon GOとなる。

### Ingress Prime （Ingress 2.0）への移行
2018年11月に、デザインや操作性を大幅にアップデートした「Ingress 2.0」（Ingress Prime）、および従来のIngressのデザインをそのまま維持した「Scanner [REDACTED]」（Ingress 1.0が改名されたアプリ。Ingress Prime ではまだ対応していない、ポータルの申請/写真の提案/無効なポータルを報告する機能を使える）が公開された。
Ingress Primeは、技術的にはゲームエンジンに「Unity」を採用し、ナイアンティックが提供する予定のARプラットフォーム「Niantic Real World Platform」にも対応するなど、Ingress開発開始から5年以上経つ間に起こった技術の進化に追いつきつつ今後の拡張性を考えたものであり、画面デザインではスマートフォンの片手での操作性や情報の見易さ、プレイ時の臨場感や没入性を高めたものである。またチート行為がしにくくなるアンチチート機能が用意されるほか、プレイヤーレベルの最高位のレベル16に達したプレイヤーには、もう一度レベル1からリカージョン（生まれ変わり）ができるプレステージモードが導入される。
Ingress Primeリリース当初は、1.0で使えた機能が使えない、動作が重い、電池の消耗が早いなどの不満が多く出たが、「2019年9月末には完全に Ingress Prime に移行する」という当初からのアナウンス通り、2019年9月末をもって従来のIngressである「Scanner REDACTED」は廃止され、「Ingress Prime」に一本化された。

## ストーリー
世界には、人間の心身に対して“啓発的な”効果を及ぼす謎の物質が存在していた。CERNでの実験で偶然この物質を発見した研究者たちは、この物質を「エキゾチック・マター (XM)」と呼んだ。XMの研究のため、NIA（アメリカ国家情報局）はCERN付近に研究者らを集め「ナイアンティック計画」（Niantic Project）を立ち上げた。その過程で、XMは秩序と知性を持つと考えられること、臨界量を超えるXMに被曝した者は「シェイパー」と呼ばれる存在の影響を受け彼らに侵略されるということが判明した。人類の文化や古代文明の発展も、その滅亡も、シェイパーの影響によるものではなかったかと考える者もいる。
XMは全世界に分布していたが、とりわけ、文化的・芸術的・宗教的に重要な場所に密集しており、このような場所は「XMポータル」と呼ばれた。
しかし、2012年11月30日深夜、オリバー・リントン＝ウルフ博士によりCERNで行われていたパワーキューブについての実験が失敗し、大量のXMが流出してしまう事件が発生した。過度のXMに被曝した研究者らは能力の爆発的な拡張を体験し、一時的な発狂状態に陥った。ナイアンティック計画はこの「啓示の夜」事件により崩壊した。
以前よりナイアンティック計画に疑問を抱いていた、ナイアンティック計画の主任研究者であるデヴラ・ボグダノヴィッチ博士は計画に使用された人工知能・ADAの助けの元、ローランド・ジャービスと共に脱走するがジャービスはスイスのチューリッヒ駅で暗殺された。しかし、ジャービスは同年12月30日にサンフランシスコにあるポータルで目撃され、ポータルネットワーク内に思念体として存在していることが分かった。
一方、「啓示の夜」における覚醒状態によってXMの無限の可能性（あるいは危険性）を知った研究者たちは、米中露の軍事企業やシェイパーを崇拝する結社などと組んで、それぞれシェイパーを助ける、あるいはシェイパーと戦う行動を開始した。研究者たちの一部はわずかな改造を施した携帯電話上で機能する「スキャナ」技術を開発した。これによって、実世界に存在するXMポータルを観察し、操作出来るようになった。ところがほどなくスキャナ技術は漏洩してしまい、Google Playに「ゲーム」としてアップロードされた。以来、数百万にのぼる人々が、XMの性質や、その人類への影響などに関わる実験を行った。その結果、エンライテンドとレジスタンスという2つの陣営（Faction）が生まれた。
エンライテンド(Enlightened (ENL), 覚醒派閥)
異世界からの意思を、人類を次のステージに引き上げるための手掛かりと考えXMを積極的に利用しようとしている人達。シェイパーの平和的な地球進入を助け、人類の覚醒を促す。
指導者は、「啓示の夜」事件によりスイスで暗殺されたナイアンティック計画のメンバーであった研究者の一人、ローランド・ジャービス（Roland Jarvis 声：JB・ブラン）。その意識はXMの中に遍在している。
ゲーム内において緑色で表示される。シンボルマークはエジプトのホルスの目を思わせるデザイン。
レジスタンス(Resistance (RES), 抵抗派閥)
XMを正しく制御していくべきだとする人達。シェイパーの地球侵略に抵抗し人類を守るため、制御されたXMを用いる。
指導者はナイアンティック計画の支援のために起用されたAI、ADA（エイダ）（A Detection Algorithm 声：ローラ・ベイリー、2016年8月より日本語版では緒方恵美が起用されている）。機械と人類との融合を目指している。
ゲーム内において青色で表示される。シンボルマークは盾（ホームベース型）の上に鍵を重ねたようなデザイン。
2013年8月にはオリバー・リントン＝ウルフ博士が思念体であるジャービスを弱体化させ、自らがエンライテンドのリーダーとなるべくオペレーションカサンドラを発動させる。しかし、逆にオリバーはジャービスから何らかの攻撃を受け、命の危険にさらされてしまう。
その後、ヒューロン社に移ったオリバーは、アメリカ疾病予防管理センターに保管されていたジャービスの遺体を盗み出し、同年10月に行われた13MAGUNUSアノマリーでダークXMを用いてジャービスを攻撃した。この攻撃でジャービスは13の破片（シャード）に分かれるが、同年12月まで行われた13MAGUNUSアノマリーでエンライテンドが勝利し、結果としてサンフランシスコでジャービスは復活を遂げた。

### 設定
プレイヤーは「エンライテンド」か「レジスタンス」どちらかの陣営の「エージェント」となり、自らのスマートフォンを「スキャナー」として用いる。スキャナーで各地に存在する「ポータル」を探し出し、それらをリンクさせて「コントロールフィールド」を作り、その範囲内にある地域に住む人々を支配下に置く。
最終的には、同じ陣営に属する他のエージェントと協力し、全世界を守る（または解放する）ことが目標である。
ストーリーはキャラクター（俳優など実際の人が演じている）や公式アカウントがSNSにストーリーの一部を投稿したり、あるいはゲーム内アイテムであるメディアによって展開されていく。

## ゲームのルール

### エージェント
- プレイヤーは「エンライテンド」か「レジスタンス」、どちらの陣営（Faction）のエージェントになるかを選んでゲームを開始する。アイテムは基本的に同じものを使うため、アイテム自体の効果設定の陣営による能力差は存在しない。
- コードネーム（プレイヤー名）および所属陣営は原則として変えることはできない。また、位置情報ゲームゆえにプレイヤーの生活範囲が分かる場合もあるため、コードネームは他の活動とは関係ない匿名性の高いものが推奨されている。
  - コードネームは原則として1回のみ変更可能であるが、ヘルプセンターにて申請をしたうえでナイアンティックの審査を経る必要がある[27]。
  - 陣営を変更する場合もヘルプセンターでの申請が必要である[27]。許可されるのは1プレーヤーにつき1回で、変更後はアイテム・経験値などが全て初期化される。
- ゲーム中でエンライテンドは緑、レジスタンスは青、中立は白で表される。

### ポータル

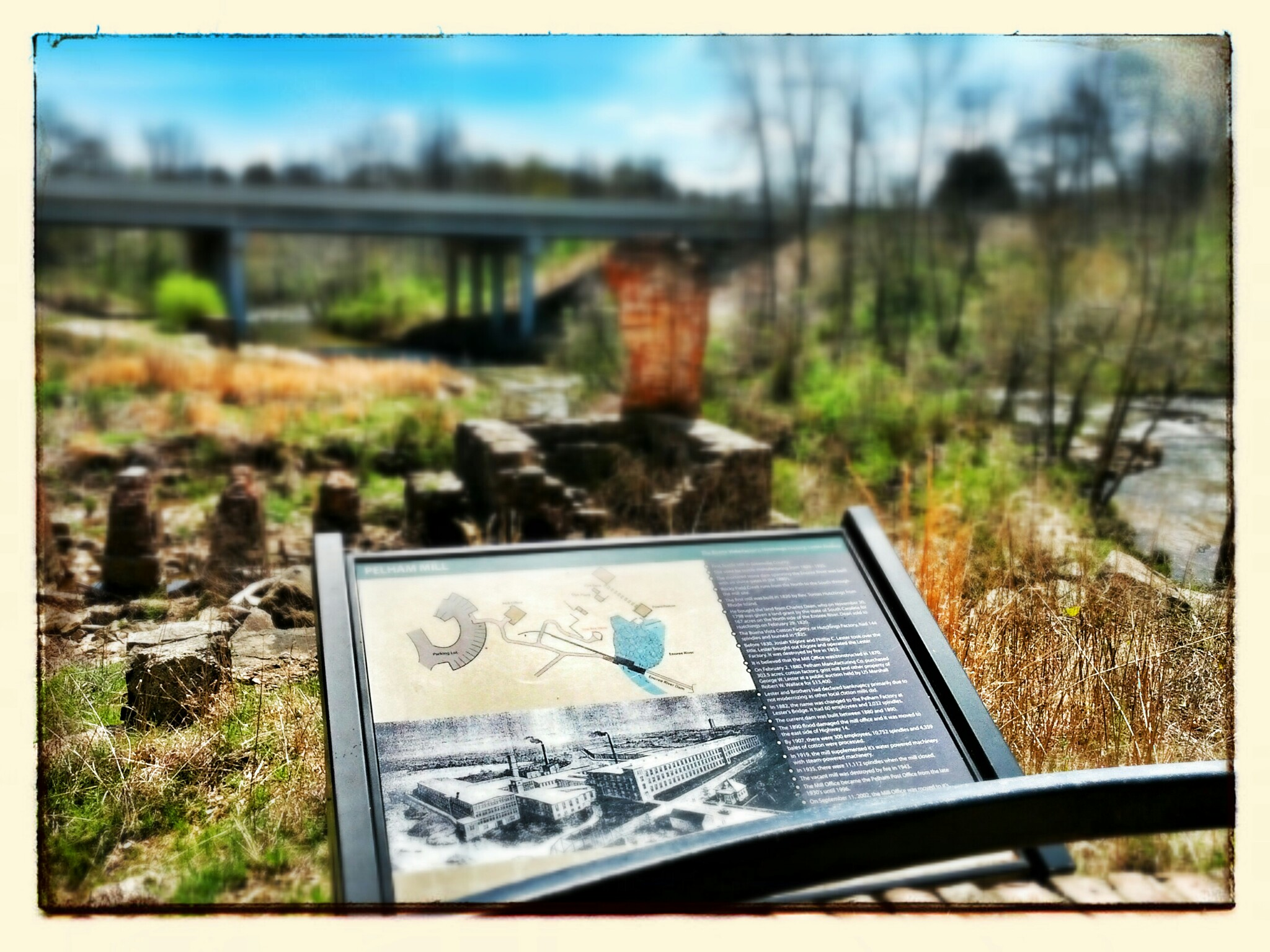
アメリカ・サウスカロライナ州グリア近郊にある綿紡績工場の跡地。アメリカ合衆国国家歴史登録財になっている。史跡の歴史を解説するこのような看板もポータルになりうる

ゲーム開始当初に存在した若干のポータルを除き、ポータルはNianticが各地に配置したものではなく、ほぼすべてユーザーがポータルにふさわしいと思うものをゲーム画面から申請し承認されたものである。そのためポータルはプレイヤーの多い国や都市部に偏って存在するという側面もある。ポータル申請が殺到した結果、審査の基準見直しと円滑化のため、2015年9月5日をもって新規ポータル申請・審査は一時停止された。
2016年7月の時点で、1,500万のポータル候補がユーザーから申請済であり、そのうち500万がゲーム内にポータルとして出現した。2016年4月には東北から北関東の沿岸部の東日本大震災被災地で、被災地支援や都市部とのポータル格差解消などの意図から、『Initio Tohoku Mission』というポータル申請イベントが限定的に行われたが、Pokémon GOリリース後には依然としてポータルが都市部へ偏在していることが問題となった。

#### ポータルの審査
2016年11月より、『Operation Portal Recon』（ポータル・リコン）ベータ版が開始され、最高レベルに達したユーザーのうちテストに合格した者に、2015年9月までに申請され審査未了のままになっていた自分たちの地域のポータル候補を審査させることとなった。ベータ版の最初の対象地域はアメリカのサンフランシスコ市周辺、および日本の東北地方と九州地方であった。その後、対象国・地域を次第に拡大し、2017年4月12日には日本のレベル15・16のユーザー全員が対象者として招待された。2017年5月11日には全世界のレベル16ユーザーにポータル・リコンが開放され、同時に審査数によって実績メダルを配布することが明らかにされた。審査に必要なレベルは段階的に引き下げられ、2017年7月12日にレベル12がポータル・リコンを利用できるようになった。2019年11月にはポータル・リコンは『Niantic Wayfarer』サービスに変更され、Ingressユーザー以外にPokémon GOユーザーも審査に参加できるようになった。2020年5月9日にレベル11にも開放された。2020年6月にはレベル10にも開放された。

#### ポータルの申請
ポータル・リコンの進展にあわせ、2017年4月22日にはブラジルと韓国限定でレベル8以上のユーザーによるポータル申請が再開され、2017年9月26日にはすべての地域でレベル11以上のユーザーによるポータル申請が再開された。2018年6月には、レベル10以上、2週間で14件までと制限が緩和された。2019年末には申請可能件数が2週間で40件までとなった。

#### ポータルの審査基準
- 文化的・芸術的・宗教的に重要な場所。

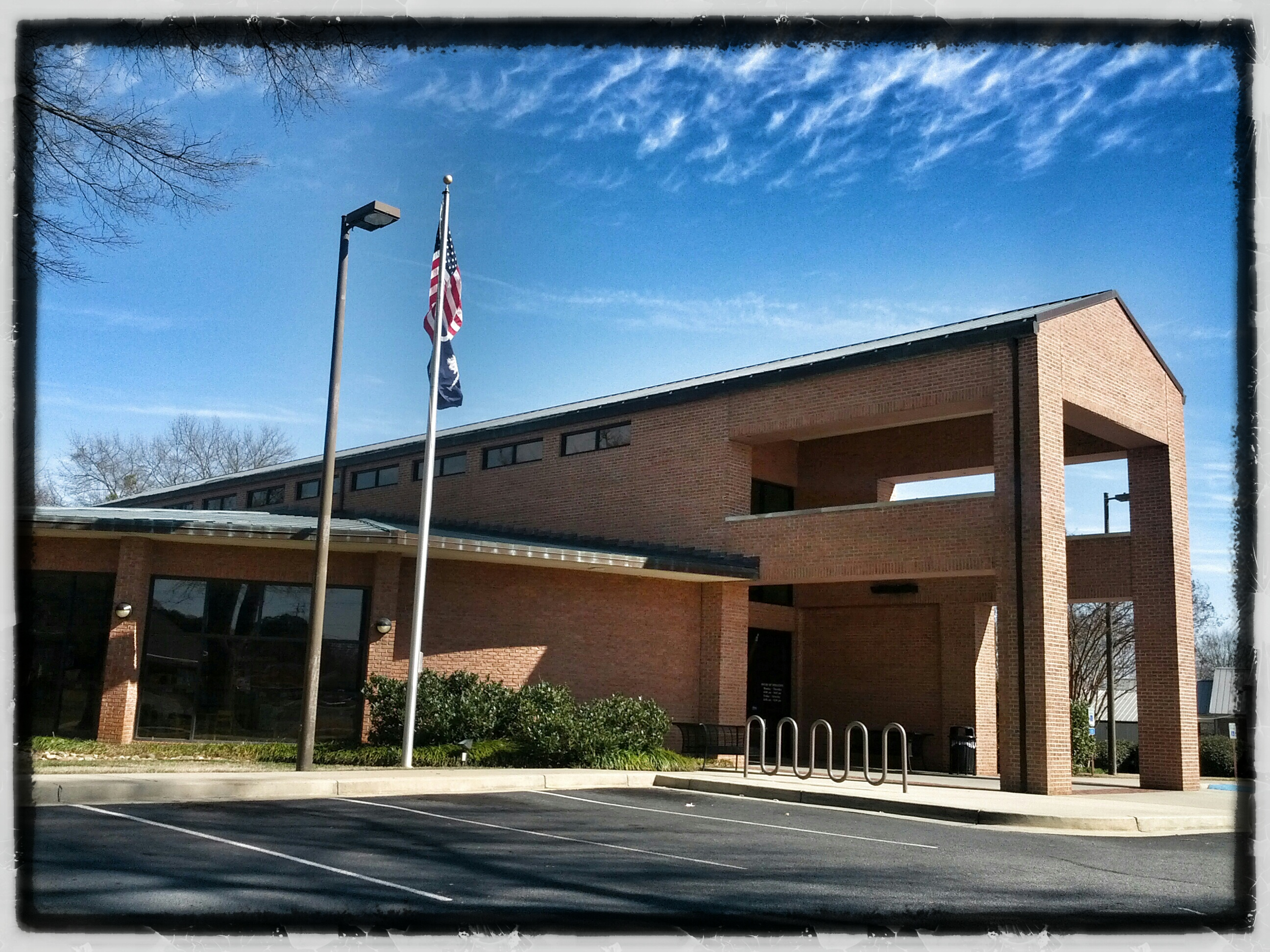
図書館。ポータルになりうる

  - 具体的には史跡、記念碑、彫像、パブリックアート、図書館、郵便局、駅、教会、神社など[39][40]。
    - ただし、大学を除く学校や、消防署や病院、警察署のような拠点、個人の宅地、危険な場所、自然の景観などについては承認されない可能性が高い。

  - その地域でポータルに適すると思われる場所があれば、ゲーム上から新規ポータルの候補として申請することができる。Wayfarerにて審査し認められれば新たにポータルが増える。
  - ポータルの審査は、当初はナイアンティックにて人力で実施しており、審査完了に要する期間は通常3〜4週間とされていた[41]が、地域や状況によって実際の審査期間は大きく異なった。2015年2月時点で、審査は数カ月から1年待ちとも言われていた[42]。ポータル・リコン開始後は、審査はユーザーの手にゆだねられている。

### ポータルに対する接近と確保
- ポータルから40メートル以内に近づき、ポータルを「ハック」すると各種アイテムが手に入る。ポータルはスキャナを目視で確認しながら現場まで足を運ぶ必要があるが、旧スキャナー(Ingres 1.0)では、「NAVIGATE」と書かれたボタンを押すことでそのポータルまでのおよその距離と方角が音声で表示されるようになり、ガイドにして進むことが出来る。
  - ただし表示されるのはあくまで位置情報（方角と直線距離）であり経路が表示されるわけではないため、道路や河川、壁などに隔てられた場所にポータルが存在するといったケースも起こりうるので注意が必要。
  - ハックボタンを長押しすることで「グリフハック」(Glyph HACK)と呼ばれるミニゲームをすることができる。グリフハックは最初に「お手本」として表示される1 - 5個の図形（グリフ）を一筆書きの要領で順番に描くもので、その正答数に応じてアイテムの獲得率が増える。グリフにはそれぞれ独自の英単語が名称として割り振られており、一度のハックで表示されるグリフの名称を続けて読むとメッセージのような並びになっている。図形の順番にはパターンがあるため、覚える上での目安になる[43]。
    - 表示されるグリフの数や出現するアイテムのレベルは、ポータルおよびプレイヤーの低い方のレベルに依存する。
- ポータルに「レゾネーター」を設置するとそのポータルが自陣営のものとなる。
  - 敵陣営のポータルに対しては、「XMP バースター」や「ウルトラストライク」といったウェポンアイテムで全てのレゾネーターを破壊し、いったん中立に戻してからレゾネーターを設置することで自陣営のものとなる。
- 味方陣営のポータルにはMODとよばれるアイテムを設置することが可能（最大4つ、同一のアイテムを複数設置すると効果が大きくなる）。アイテムによって後述のリンク可能な距離が伸びたり、レゾネーターの攻撃耐性が向上したりする。
  - 同一ポータルに個人が設置できるMODは2つまで。4つ設置するには最低でも二人必要となる。
  - MODは、ポータル自身が被弾したときまれに壊れる。ウルトラストライクはMODの破壊率が高い。

### リンクとコントロールフィールド
- ポータルにレゾネーターを8本設置するとそのポータルから他の味方陣営のポータル（同じくレゾネーターが8本設置済み）を「リンク」すること（または「リンク」されること）ができる。
  - ポータル同士をリンクするには、リンク先ポータルの「ポータルキー」が必要になる。ポータルキーはハックで得ることができるアイテムの一種である。
  - ポータルのレベルによってリンク可能な距離は変化する[44]。最高レベル（レベル8）のポータルで655km、更にリンク距離を延ばすMODを併用すれば最長6,877kmの距離でリンクが可能となる。
- 3つのポータルを三角形を描くようにリンクすると、地図上のその部分が自陣営の「コントロールフィールド」(Control Field, CF)となる。コントロールフィールドを作成すると、その面積と領域内の人口に応じた「マインドユニット」(MU)と呼ばれる得点が手に入る。
  - 人口が非常に大きく影響するため、同じ面積のコントロールフィールドならば地方よりも都市部の方がMUの値が大きくなる[44]。
- 逆に、敵陣営のコントロールフィールドを構成しているポータルのレゾネーターを破壊し中立に戻すと、リンクおよびコントロールフィールドも破壊され、その分のMUの値を減少させることができる。
- 作成するリンクは、既存のリンクと（それが味方陣営のものであれ敵陣営のものであれ）交差することはできない。
  - 長い距離のリンクを作成するには、その間にある多くのリンクをあらかじめ破壊しておく必要があるため、難易度が高くなる。
  - 相手にリンクを作成されたくない所には、それと交差するようにリンクを作成しておくことで作成を妨害することができる。
- 両陣営でMUの値が多いほうが優勢となる。
  - 地球表面を24,576分割した各セル（地域）で、175時間サイクルごとに残存しているコントロールフィールドのMU値が集計されて勝敗が決まり、さらに全地域のMU値が合算され世界レベルでの勝敗が決まる。

### レベル
- エージェント、ポータル、一部のアイテム（レゾネーターやXMP バースター等）には「レベル」がある。アイテムとポータルのレベルは1から8までであるが、エージェントのレベルは1から16まで設定されている。ただしエージェント自体に（本人の習熟を除いた）特別なスキル等があるわけではないため、レベル8以降のエージェントに能力差はほぼ存在しない[注 1]。
  - エージェントのレベルはAP（Access Points）と呼ばれる経験値を積むことで上がっていく。レベル8まではAPのみで達成できるが、レベル9以上はAPに加えてメダルと呼ばれる実績も一定数獲得する必要がある。メダルは実績に応じて5段階のランクがあり、高レベルになるほど高ランクのメダルが要求される。
- 使用できるアイテムはエージェントのレベルに依存する。例えば、レベル1のエージェントはレベル2以上のアイテムを使用できない（保有は可能）。
  - 前述のとおり、アイテムのレベルは8までであるため、エージェントのレベルが8になれば存在するアイテムが全て使用できる。
  - ポータルのレベルは設置されたレゾネーターの合計レベルに依存するため、高レベルのポータルを作るには高レベルのエージェントが必要となる[注 2]。
  - 高レベルのレゾネーターは耐久力が高いため、低レベルのエージェントでは（使えるウェポンのレベルも低くなるため）破壊が難しい。
- 2018年11月からは、上限のレベル16に達したエージェントが再びレベル1に戻り、陣営も変えることができるという「リカージョン」（Recursion）が実装された。これによりAPは0に戻るが、これまでに得た実績値やメダル類は失われず、「Simulacrum」メダルを得ることができる[45][46]。

### ドローン
- 新型コロナウイルス感染症（COVID-19）対策として、在宅のままハックできるよう、仮想の「ドローン」を飛行させることが可能となった。2020年7月実装。
  - 遠隔地のポータルをハックしアイテムを獲得できる。ドローンは移動時以外はポータル上空に待機する。一度の移動で可能な飛行距離は通常およそ500メートル強まで。一度移動すれば次の移動まで通常1時間の待機時間を必要とする。ハックは一回の移動につき一度だけ可能だが、ポータルキーは獲得できない。1つのポータルに対するハックのバーンアウト時間も通常のハックと同じく4時間となっている(通常時はバーンアウトすることはないが、イベントで待機時間が短縮されている際に発生することがある)。レゾネーターやMODの設置、リンクはできない。滞在しているポータルが中立化されればドローンはエージェントの上空へ強制的に帰還する。エージェントの指示による帰還も可能。

### バトルビーコン
- 2020年9月30日実装。

## その他

### ミッション
2014年9月から、高レベルのエージェントは「ミッション」というゲームを作成できるようになった。これはウォークラリーのようなもので、決められたいくつかのポータルを回って、それぞれのポータルでハックやデプロイをしたり、問題を解いたりするとミッションクリアとなり、作成者の作ったメダル画像がエージェントのプロフィール画面に表示される。各地の名所や歴史を巡る様々なミッションや、数十のミッションを順番にクリアするとメダル画像がつながって大きな画像ができるというメダルアートも生み出されている。

### イベント

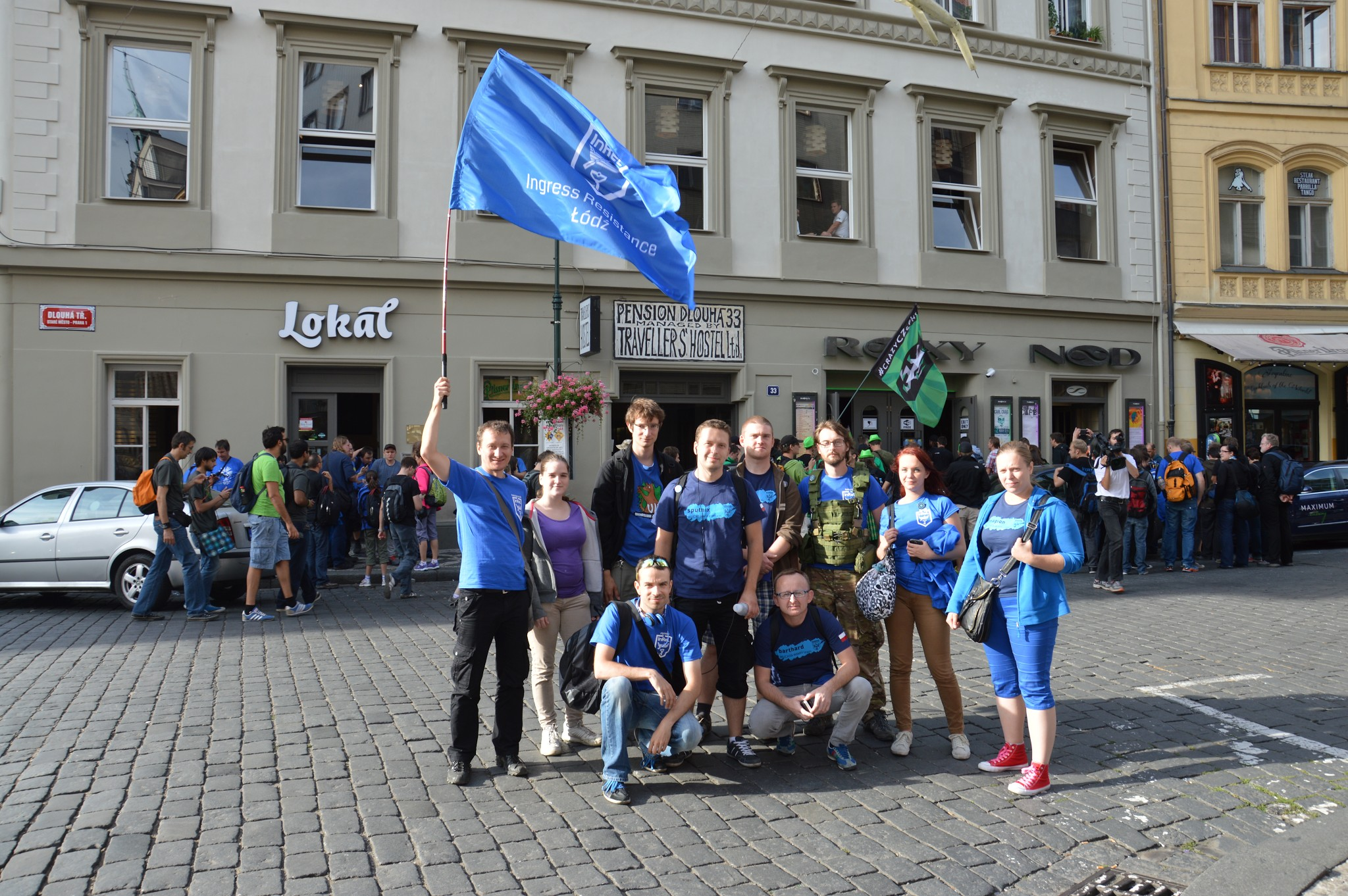
2014年にプラハで開催された「XMアノマリー」に参加したプレイヤー

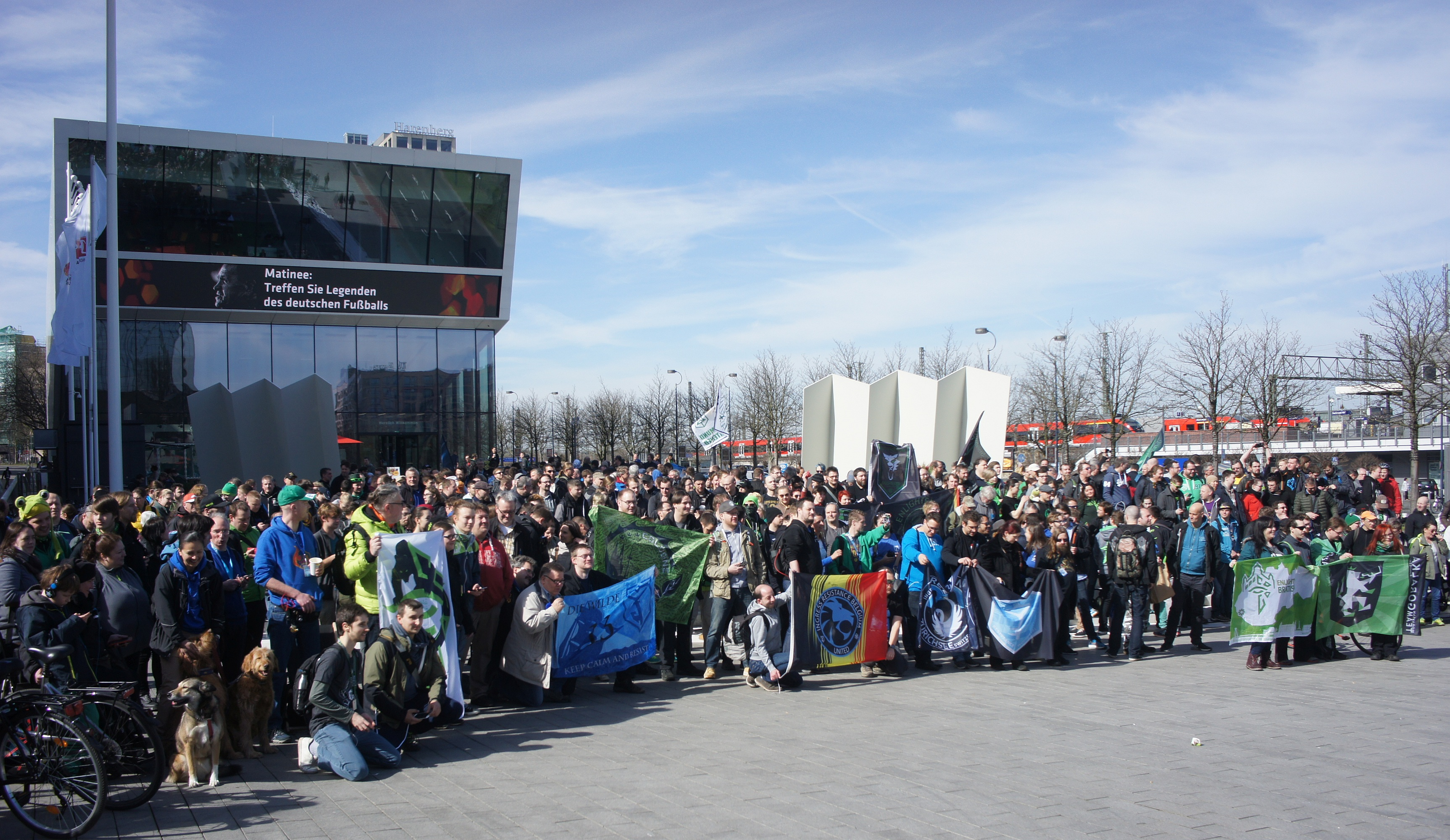
2017年にドルトムントで開催された「ミッションデイ」

ファーストサタデー(First Saturday)
毎月第一土曜日に行われる、両陣営の境界を超えて交流したり共同で新人を育てるというイベント。Ingressユーザが企画・運営を行う。2018年12月から参加回数によりゲーム内にて実績メダルが付与されるようになり、規定時間（2時間）の間にレベルアップした数、移動距離、獲得APを参加者間や、参加者の合計数値を開催都市間で競うかたちにリニューアルされる。なお参加条件を満たせば順位に関係なくメダルは付与される。2020年は新型コロナウイルス感染症対策として4月度のファーストサタデーは全世界中止となり、5月度より在宅にて参加できる「バーチャルファーストサタデー」として開催されている。2024年1月度より「バーチャルファーストサタデー」は終了となり、従来のような現地参加が必須に戻される。
XM アノマリー(XM Anomaly)
不定期で行われる、Naiantic主導のイベント。世界各地の指定された都市で実施され、指定された時刻、地域で両陣営がポータルの支配率やリンク本数、CF数、シャード（バーチャルなボール。ポータルに滞在し、一定時間ごとにリンクを伝わってポータルを移動する）をゴールに入れた回数、バトルビーコンの勝利数などを競う。また世界各地のポータルに出現する「シャード」をポータル同士をリンクして移動させ、自陣営のゴールポータルにゴールインさせて勝利を競う。XMアノマリーの勝敗の結果がストーリーに反映される。
GORUCK
XM アノマリーが開催される地域では、ミリタリー仕様のアパレル製品販売や軍隊式チーム育成トレーニングを主催するアメリカのGORUCK社が行う、両陣営対抗でトレーニングをしながらポータルを踏破するイベントが行われる場合もある。勝利した陣営はアノマリーで加点される。
Operation Clear Field
上述のGORUCK社が開催するイベント。小規模なチーム（陣営混合も可）を作り、手渡されたポイントリストに記載された行動を行って、「クールポイント」を獲得する。行動は例えば、特定のポータルをハックしたり、レストランや猫の写真をInstagramにアップロードすることなどだ。最も多くの「クールポイント」を獲得したチームの勝利である。なお、このイベントに参加すると「Ingress」内でメダルが貰える。
Mission Day
自治体や、エージェントが主体となって行うイベント。各地の観光名所や歴史的名所にミッションが設定され、所定の数のミッションをクリアすると、ミッションデー参加回数に応じた実績メダルが配布される。
NL1331Meetup
公式による車輌「NL-1331」（車輌は開催場所によって異なるが、黒色の大型ワンボックス車が用いられる。車輌が準備されない場合もある）が各地を訪れ、エージェント同士やストーリーに登場するキャラクターとの交流を深めるイベント。グッズ販売やQ&Aセッションなどが行われる。参加回数によりゲーム内にて実績メダルが付与される。
リアルタイム・ストーリー

Ingress161210
2016年12月10日に行われたイベント。熊本、大阪、東京、仙台、札幌にミッションがライブし、そのミッションの途中で数独などのパズルが出題される。しかしパズルは一部分が抜け落ちており、ミッションの途中で得た画像のポータルに向かいハックすると、そのパズルの抜け落ちていた部分の一部が得られる。こうして得られた部分を組み合わせ、パズルを解かなければミッションをクリア出来ない仕組みとなっていた。ミッションをクリアするとリワードコードが手に入り、リワードコードを5箇所でより早く手に入れた陣営の勝利となる。
デッド・ドロップ
デッド・ドロップを真似たイベント。運営や提携企業、ユーザなどによって不定期に開催される。主催者は特定の場所にカードやグッズを隠し、その場所のヒントをSNSに掲載する。参加者はそのヒントから隠し場所を特定し、グッズなどを手に入れる、というもの。
Field Test Hexathlon
2019年9月14日（土）に行われた、上述のIngress Primeの動作確認テストと称して行われたイベント。陣営は関係なく、規定時間内にあらかじめ指定された6つの条件をすべて満たせばゲーム内メダルが獲得でき、各条件の達成度の上位10%の参加者には特別なメダルが授与された。あくまでテストであるためイベント中には障害が発生する可能性が予告されていたが、実際に大規模な障害（サーバーの反応遅延）が発生し、参加しながらも条件を満たすことのできない参加者が多数発生したため、のちに全参加者に通常メダルが配布された。第2回以降の開催も示唆されたが実現されていない。
Tessellation
2019年10月11日より始まったパズル形式のボード型サブゲーム「テッセレーション」。旧ルールではポータルを直接訪れてハックして入手できる「テッセラ」という六角形の画像を持つメディアとIngressフォーラムを使って、テッセラを以下のボードに正しく配置する事を目指すゲームであった。
新型コロナウイルス感染症 (2019年)をきっかけに2020年3月にルールが変更され、Ingressフォーラムに出題される問題を解くことで得られるパスコードを入力し、テッセラを取得し、Ingressフォーラムを使ってテッセラをボードに正しく配置するという流れに変更された。
セカンドサンデー(Second Sunday)
毎月第二日曜日に行われる。0時から23時59分までの間に任意のミッションを6つ以上達成（過去に達成済みのものでも可だが、同一ミッションはカウントされない）することを目的とするイベント。コロナ禍によりMission Dayが行えない状況下の2021年7月21日に、過去にMission Dayとして行われた任意のミッションを6つ以上（同一ミッションはカウントされない）達成することでMission Day参加としてカウントされる特例措置のMission Dayが行われた。この後毎月第二日曜日に任意のミッションを6つ以上（同一ミッションはカウントされない）達成することでMission Day参加のカウントとする措置が2022年1月9日まで取られた。2022年2月より新たにSecond Sundayとして改められ、参加することでSecond Sunday参加のカウントが始まり、Mission Dayへのカウントは停止された。

## コミュニティ
公式コミュニティサイトが2019年6月6日に開設されている。
かつては、必須ではないがGoogle+のINGRESSコミュニティへの参加が推奨されていた。2019年4月のGoogle+閉鎖に伴い、ストーリーキャラクターからFacebookへの移行が示唆された。しかしFacebookへの移行は実現されなかった。

## タイアップ

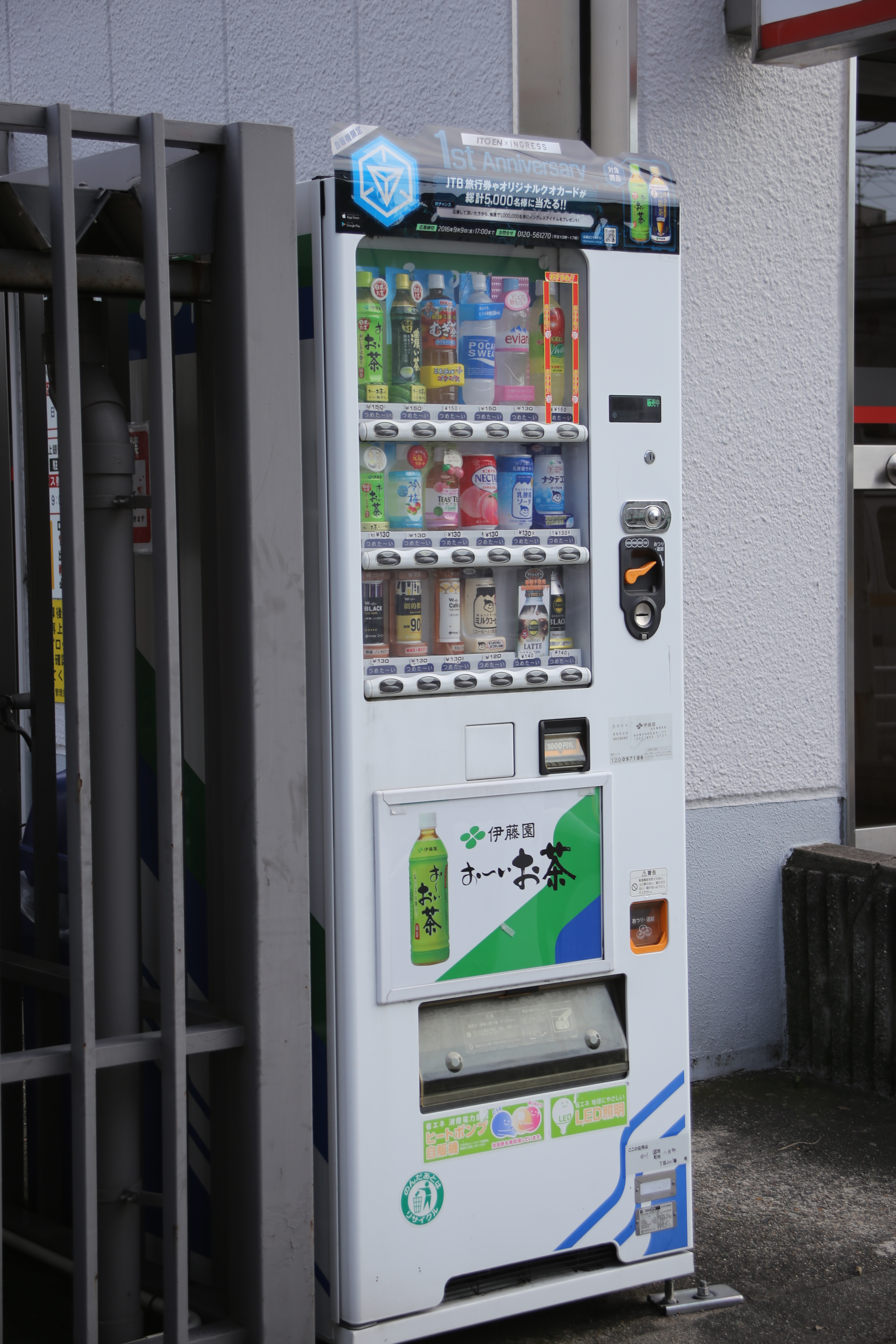
Ingressキャンペーンのバナー広告を上部に掲示した伊藤園の自動販売機

- 2014年11月 - 日本のコンビニエンスストア「ローソン」の約1万以上の店舗がポータル化（ローソンストア100、ナチュラルローソン、ローソンマートは除く）[57]。
- 2014年12月 - フランスの保険・金融グループ「アクサ」にちなむゲーム内アイテム「AXA シールド」が登場。また、ドイツ、イタリア、ポーランド、インドネシア、スイスの支店がポータル化[58]。
- 2015年6月 - 日本の銀行「三菱東京UFJ銀行」にちなむゲーム内アイテム「MUFG カプセル」が登場。また支店、ATMコーナーがポータル化[59]。
- 2015年6月 - 日本の携帯電話通信事業者「ソフトバンク」にちなむゲーム内アイテム「SoftBank ウルトラリンク」が登場。また、ソフトバンクショップがポータル化[60]。
- 2015年8月 - 日本の飲料メーカー「伊藤園」の災害対応自動販売機および社会貢献につながる自動販売機のうち約2,000台がポータル化[61]。
- 2015年11月 - 日本の印刷業者大日本印刷グループの書店281店舗がポータル化[62]。
- 2016年1月 - 日本赤十字社の関東甲信越・近畿・中四国の献血ルームがポータル化[63]。
- 2016年2月 - 日本のコンビニエンスストア「ローソン」にちなむゲーム内アイテム「Lawson Power Cube」が登場[64]。
- 2016年4月 - 日本のカー用品チェーン運営のオートバックスセブンが運営する「オートバックス」がポータル化[65]。
- 2016年5月 - 日本の飲料メーカー伊藤園が「XMプロファイラー（イルミネーションポータル）」の1号機を東京・お台場に設置[66]。その後、2016年9月に仙台に2号機、2016年10月に大阪に3号機[67]、2017年1月に京都に4号機[68]を設置。
- 2016年7月 - 日本の旅行会社WILLER TRAVELが世界初となるIngressバス「NL-PRIME」を運行開始[69]。
- 2017年3月 - 日本のオートバックスセブンとの提携が終了し、オートバックス店舗のポータルが削除された。
- 2017年7月 - 日本の飲料メーカー伊藤園との提携により、ゲーム内アイテム「ITO EN Transmuter (-)」および「ITO EN Transmuter (+)」が登場。[70]
- 2017年12月 - 台湾のバス会社国光汽車客運が、Ingressバス「NL-PRIME」を運行開始（WILLER TRAVEL、Ingressとの三者タイアップ）[71]。
- 2017年12月 - 日本の銀行「三菱東京UFJ銀行」とフランスの保険・金融グループ「アクサ」との提携を解消し、ポータルが削除され、また、ゲーム内アイテム「MUFG カプセル」、「AXA シールド」がそれぞれ「Quantum カプセル」、「Aegis シールド」に変更となった[72]。
- 2019年4月 - 日本の大日本印刷との提携が終了し、ポータルが削除された[73]。
- 2019年12月 - 日本のローソンとの提携が終了し、ポータルが削除され、またゲーム内のアイテム「Lawson PowerCube」および「Circle-K PowerCube」が「Hypercube」に変更された。[74]
- 2022年12月9日 - 日本の飲料メーカー伊藤園が設置した「XMプロファイラー（イルミネーションポータル）」の3号機がメンテナンスモード（撤去）に移行。
- 2023年3月17日 - ソニーストア銀座がポータル化[75]。

## 漫画
『Ingress 1, 2, & 3 - First Edition』
漫画：Tycho
- 2014年8月20日発売、電子書籍（Niantic Inc）

『INGRESS:TOKYO ANOMALY』
原作・監修：Niantic,Inc. / 漫画：木村大熊、電撃G'sコミック 2016年8月号 - 2017年9月号連載
1. 2017年1月27日発売、KADOKAWA（電撃コミックスNEXT）、ISBN 978-4-04-892478-8
2. 2017年9月27日発売、KADOKAWA（電撃コミックスNEXT）、ISBN 978-4-04-893379-7

『イングレス的日常-クロエさんの場合-』
原作・監修：Niantic,Inc. / 漫画：新井春巻、電撃G'sコミック 2016年8月号 - 2017年9月号連載
1. 2017年2月27日発売、KADOKAWA（電撃コミックスNEXT）、ISBN 978-4-04-892479-5
2. 2017年9月27日発売、KADOKAWA（電撃コミックスNEXT）、ISBN 978-4-04-893378-0

『INGRESS ORIGINS』
原作・監修：Niantic,Inc. / 漫画：Tycho / 翻訳：Haruko Ishikawa
- 2017年3月6日発売、電子書籍（Niantic Inc）

## 小説
『イングレス エージェント・ストーリーズ』
「2014年、秋葉原」 - 著：土屋つかさ / 挿絵：ふゆの春秋
「完璧少女計画（パーフェクトガールプロジェクト）」 - 著：渡辺浩弐 / 挿絵：緒方剛志
1. 01 2016年2月27日発売、 星海社（星海社FICTIONS）、ISBN 978-4-06-139937-2